# Heterohesma clypeata
Heterohesma clypeata är en biart som först beskrevs av Rayment 1954.  Heterohesma clypeata ingår i släktet Heterohesma och familjen korttungebin. Inga underarter finns listade i Catalogue of Life.

## Bildgalleri

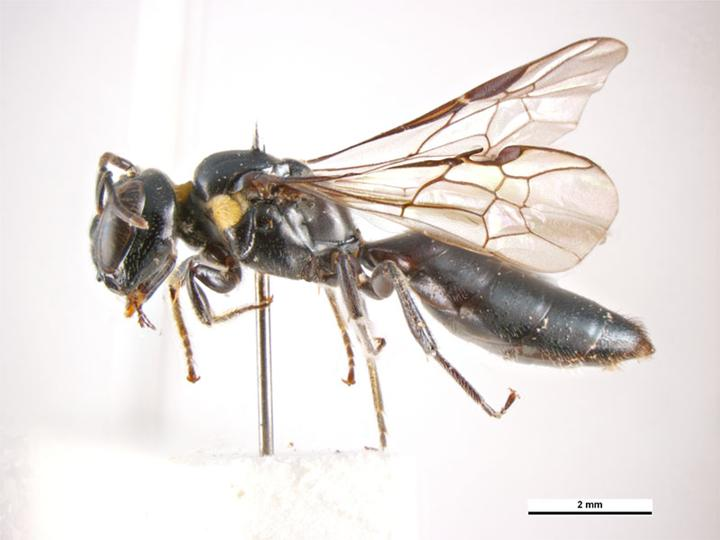